# 38e congrès national de la SFIO
 (août 2024).
Si vous disposez d'ouvrages ou d'articles de référence ou si vous connaissez des sites web de qualité traitant du thème abordé ici, merci de compléter l'article en donnant les références utiles à sa vérifiabilité et en les liant à la section « Notes et références ».
Le 38e congrès national de la SFIO est un congrès socialiste qui se tient du 29 août au 1er septembre 1946 à Paris au Palais de la mutualité.
Ce congrès est marqué par le rejet à une très forte majorité du rapport de la direction sortante, présenté par Daniel Mayer, qui démissionne de la direction du parti. Le rapport de Léon Blum, en tant que directeur du Populaire, est lui aussi rejeté par 2 491 mandats contre, 1 745 pour et 207 abstentions.
L'opposition à la direction sortante, menée par Guy Mollet, rejette en effet l'évolution doctrinale du parti vers un socialisme humaniste, que certains qualifient de "travailliste" et réaffirme l'héritage marxiste de la SFIO.
Si Daniel Mayer est réélu au comité directeur, plusieurs sortants de la direction nationale sont battus, notamment Marius Moutet, Henri Ribière, Paul Favier, Andrée Marty-Capgras.
Le courant "Bataille socialiste" reconstitué fait aussi les frais du scrutin majoritaire, son chef de file, Élie Bloncourt, n'étant pas réélu au comité directeur.
Malgré la rudesse des échanges et la gravité d'une situation où, pour la première fois depuis un quart de siècle, la direction sortante est mise en minorité, le congrès se conclut par une motion de synthèse présentée par Jules Moch. Celle-ci entend "enrichir le marxisme des leçons de la lutte contre le fascisme" et "l'ajuster aux nécessités de l'étape actuelle". Elle affirme aussi la ligne de "l'autonomie socialiste", accumulant les critiques contre les autres organisations politiques : MRP jugé parfois porté vers le "paternalisme et le corporatisme", radicaux "de plus en plus conservateurs", et le Parti communiste "assujetti politiquement et intellectuellement" à l'URSS.
Peu après le congrès, le 4 septembre 1946, Guy Mollet est élu à la direction du parti à 16 voix contre 14 face à Augustin Laurent.